# Isabel Montero de la Cámara
Isabel Montero de la Cámara (* 1942 in San José) ist eine Diplomatin aus Costa Rica. Ihre Eltern waren Francisco Montero Madrigal und Joyce de la Camara. Sie heiratete Martin Wolff und später nach der Scheidung Manfred Meissner.
Isabel Montero studierte Philosophie in der Universidad de Costa Rica und Schauspielkunst in Paris. Sie begann ihre Arbeit im Außenministerium am 18. Juni 1974 und wurde am 9. April 1996 zur Botschafterin ernannt.
Montero war an den Botschaften in Frankreich, Deutschland und in der zentralen Staatskanzlei tätig. Von 1998 bis 2005 übte sie ihre diplomatischen Tätigkeiten in der Schweiz aus und wirkte auch in Liechtenstein mit. Von 2005 bis 2007 war sie die Direktorin für Kultur in der Staatskanzlei in Costa Rica und hielt den Status als Botschafterin in Liechtenstein bei. Im Jahre 2007 wurde sie Botschafterin von Costa Rica in Russland. Sie bekam von Deutschland den Orden für Zivil-Verdienst.
Sie arbeitete auch als Schauspielerin und gewann den Preis für nationales Theater in Costa Rica.